# Поддубье (Оредежское сельское поселение)
Поддубье — деревня в Оредежском сельском поселении Лужского района Ленинградской области.

## История
Впервые упоминается в Писцовой книге Водской пятины 1500 года, как деревня Поддубье над озером над Верхутном в Никольском Бутковском погосте Новгородского уезда.
Деревня Поддубье у Верхутинского озера обозначена на карте Санкт-Петербургской губернии Ф. Ф. Шуберта 1834 года.

ПОДДУБЬЕ — деревня, принадлежит: майору Громеке и жене его, число жителей по ревизии: 10 м. п., 10 ж. п.

надворной советнице Путиловой, число жителей по ревизии: 11 м. п., 12 ж. п.

чиновнику 5-го класса Козловскому, число жителей по ревизии: 10 м. п., 10 ж. п.

чиновнице 6-го класса Окуньковой, число жителей по ревизии: 20 м. п., 22 ж. п.

чиновнику 6-го класса Окунькову, число жителей по ревизии: 13 м. п., 14 ж. п.

чиновнице 6-го класса Бартдинской, число жителей по ревизии: 14 м. п., 16 ж. п. (1838 год)

Деревня Поддубье отмечена на карте профессора С. С. Куторги 1852 года.

ПОДДУБЬЕ — деревня госпожи Бартдинской по просёлочной дороге, число дворов — 14, число душ — 80 м. п. (1856 год)

ПОДДУБЬЕ — деревня и мыза владельческие при озере Верхутинском, число дворов — 20, число жителей: 73 м. п., 70 ж. п. (1862 год)

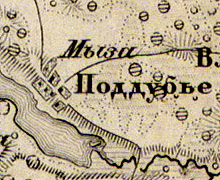
Деревня Поддубье на карте 1863 года

Сборник Центрального статистического комитета описывал её так:

ПОДДУБЬЯ — деревня бывшая владельческая при озере Верхутинском, дворов — 21, жителей — 102; лавка. (1885 год)

Согласно материалам по статистике народного хозяйства Лужского уезда 1891 года усадьба Поддубье площадью 60 десятин принадлежала остзейскому уроженцу Т. К. Вартбергу, усадьба была приобретена в 1884 году. Кроме того, три мызы Поддубье площадью 60 десятин каждая принадлежали остзейским уроженцам Ю. А. Мяки, Я. Т. Петерсену и Д. А. Тайнбасу, мызы были приобретены в 1884 году за 2500 рублей каждая. Ещё одна мыза Поддубье площадью 119 десятин принадлежала дворянину В. И. Цветаеву, мыза была приобретена в 1877 году за 2000 рублей.
В XIX — начале XX века деревня административно относилась к Перечицкой волости 1-го земского участка 1-го стана Лужского уезда Санкт-Петербургской губернии.
По данным «Памятной книжки Санкт-Петербургской губернии» за 1905 год деревня Поддубье входила в Поддубское сельское общество. Землёй в имении Поддубье владела дворянка Параскева Васильевна Цветаева, ей принадлежало 70 десятин.
В декабре 1917 года в окрестностях деревни Поддубье, в поместье лесопромышленника З. Беленького, более недели скрывался председатель свергнутого Временного правительства России А. Ф. Керенский.
С 1917 по 1923 год деревня Поддубье входила в состав Поддубского сельсовета Перечицкой волости Лужского уезда.
С 1923 года, в составе Бутковской волости.
С 1927 года, в составе Оредежского района.
С ноября 1928 года, в составе Сокольницкого сельсовета.
По данным 1933 года деревня Поддубье входила в состав Сокольницкого сельсовета Оредежского района.
C 1 августа 1941 года по 31 января 1944 года деревня находилась в оккупации.
С ноября 1959 года, в составе Лужского района.
По данным 1966 года деревня Поддубье входила в состав Сокольницкого сельсовета.
По данным 1973 и 1990 годов деревня Поддубье входила в состав Оредежского сельсовета.
По данным 1997 года в деревне Поддубье Оредежской волости проживали 63 человека, в 2002 году — также 63 человека (русские — 95 %).
В 2007 году в деревне Поддубье Оредежского СП также проживали 58 человек.

## География
Деревня расположена в восточной части района к югу от автодороги 41А-004 (Павлово — Луга).
Расстояние до административного центра поселения — 10 км.
Расстояние до ближайшей железнодорожной станции Оредеж — 10 км.
Деревня находится на восточном берегу Поддубского озера.

## Демография
| 1838 | 1862 | 1885 | 1997 | 2007 | 2010 | 2017 |
| ---- | ---- | ---- | ---- | ---- | ---- | ---- |
| 162  | ↘143 | ↘102 | ↘63  | ↘58  | ↘35  | ↗47  |

## Достопримечательности
- Курганная группа VIII—X веков
- Часовня во имя Святого Николая Чудотворца, конца XIX — начала XX века постройки[11]

## Улицы
Береговой переулок, Новая, Озёрная, Оредежский переулок, Раздольный переулок, Теннисная, Туристическая, Центральная.